# Theodor Ludvig Bohnstedt
Theodor Ludvig Bohnstedt, född 30 januari 1809 i Stockholm, död 9 februari 1888 i Ärla församling, Södermanlands län, var en svensk riksdagsledamot och brukspatron av släkten Bohnstedt.

## Biografi
Theodor Ludvig Bohnstedt var son till Carl Fredrik Bohnstedt och Lovisa Moll. Han avlade en bergsexamen 1832 och var därefter delägare i och förvaltare av Riddarhyttans kopparverk 1838–1846. Han var ledamot av borgarståndet vid 1846/48 års riksdag och efter att ha adlats 1860 deltog han som riksdagsman för adeln vid riksdagarna 1862/63 och 1865/66.
Från år 1846 var Bohnstedt bosatt på sitt gods Rinkesta i Södermanland, som han på ett mönstergillt sätt brukade.
Han var gift med en dotter till en dispaschör i Stockholm, Hilda Cassel, och far till Knut och Edvard Bohnstedt.